# Gare de Milan Nord Bovisa
La gare de Milan-Bovisa-Politecnico (en italien, Stazione di Milano Bovisa-Politecnico) est une gare ferroviaire italienne des lignes de Milan à Saronno, de Milan à Asso et du Passante ferroviaire de Milan. Elle est située à Bovisa, quartier de la ville de  Milan, capitale de la province de Milan et de la région de Lombardie.

## Situation ferroviaire
Établie à environ 137 mètres d'altitude, la gare de bifurcation de Milan-Bovisa-Politecnico est située au point kilométrique (PK) 4 de la ligne de Milan à Saronno, entre les gares de Milan-Domodossola et de Milan-Quarto-Oggiaro, au PK) 5 de la ligne de Milan à Asso, entre les gares de Milan-Domodossola et de Milan-Affori. C'est également une gare du Passante ferroviaire de Milan.

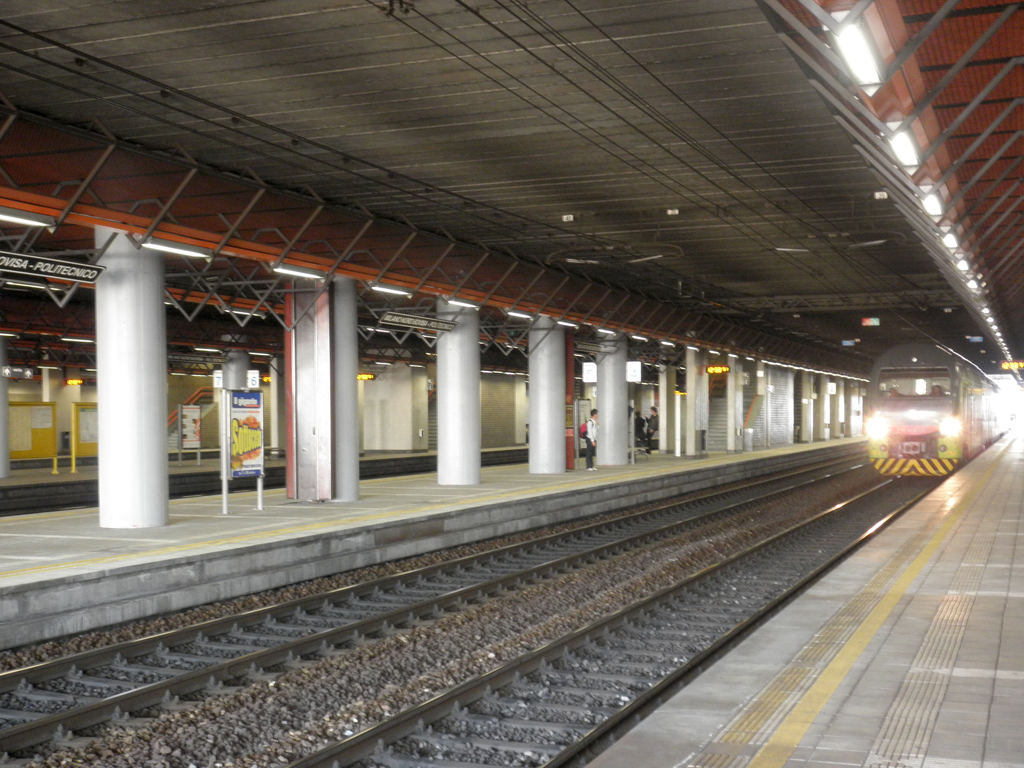
Intérieur de la gare en 2010.